# 질화 규소
질화 규소(Silicon nitride)는 규소와 질소 원소의 화합물이다. Si
3N
4(사질화 삼규소)는 질화 규소 중에서 가장 열역학적으로 안정하고 상업적으로 중요하며, 일반적으로 "질화 규소"는 이 특정 조성을 의미한다. 흰색의 고융점 고체로, 상대적으로 화학적으로 불활성이며, 묽은 HF와 뜨거운 H
3PO
4에 의해 침식된다. 매우 단단하며(모스 굳기 8.5) 모든 광학 응용 분야에서 강한 광학 비선형성을 가진 높은 열 안정성을 지닌다.

## 생산
질화 규소는 분말 형태의 규소를 질소 분위기에서 1300°C에서 1400°C 사이로 가열하여 준비한다.
3 Si + 2 N
2 → Si
3N
4
규소-질소의 화학적 결합으로 인해 규소 시료의 무게가 점진적으로 증가한다. 철 촉매가 없으면, 질소 흡수(규소 1g당)로 인한 추가적인 무게 증가가 감지되지 않을 때까지 몇 시간(~7시간) 후에 반응이 완료된다.
Si
3N
4 외에도 여러 다른 질화 규소 상(다양한 정도의 질화/Si 산화 상태에 해당하는 화학식)이 문헌에 보고되었다. 여기에는 기체 상태의 일질화 이규소(Si
2N), 일질화 규소(SiN), 삼질화 이규소(실리콘 세스퀴나이트라이드)(Si
2N
3)가 포함되며, 각각은 화학량론적 상이다. 다른 내화물과 마찬가지로 이러한 고온 합성에서 얻어지는 생성물은 반응 조건(예: 시간, 온도, 반응물 및 용기 재료를 포함한 출발 물질)과 정제 방식에 따라 달라진다. 그러나 세스퀴나이트라이드의 존재는 그 이후로 의문이 제기되었다.
다이이미드 경로를 통해서도 준비할 수 있다.
SiCl
4 + 6 NH
3 → Si(NH)
2 + 4 NH
4Cl(s)    0°C에서
3 Si(NH)
2 → Si
3N
4 + N
2 + 3 H
2(g)    1000°C에서
질소 분위기에서 1400–1450°C로 탄소열 환원하여 이산화 규소를 제조하는 방법도 연구되었다.
3 SiO
2 + 6 C + 2 N
2 → Si
3N
4 + 6 CO
규소 분말의 질화는 질화 규소의 "재발견" 이후 1950년대에 개발되었으며, 분말 생산의 첫 대규모 방법이었다. 그러나 저순도 규소 원료의 사용은 규산염과 철에 의한 질화 규소 오염을 유발했다. 다이이미드 분해는 비정질 질화 규소를 생성하며, 이를 결정질 분말로 전환하기 위해 1400–1500°C에서 질소 분위기에서 추가적인 어닐링이 필요하다. 이것은 현재 상업 생산에서 두 번째로 중요한 경로이다. 탄소열 환원법은 질화 규소 생산에 가장 초기에 사용된 방법이며, 현재 고순도 질화 규소 분말을 얻기 위한 가장 비용 효율적인 산업 경로로 간주된다.

### 박막 증착
전자 등급 질화 규소 박막은 화학기상증착(CVD) 또는 플라즈마 강화 화학 기상 증착(PECVD)과 같은 변형을 사용하여 형성된다.
3 SiH
4(g) + 4 NH
3(g) → Si
3N
4(s) + 12 H
2(g) 750–850°C에서
3 SiCl
4(g) + 4 NH
3(g) → Si
3N
4(s) + 12 HCl(g)
3 SiCl
2H
2(g) + 4 NH
3(g) → Si
3N
4(s) + 6 HCl(g) + 6 H
2(g)
반도체(일반적으로 규소) 기판에 질화 규소 층을 증착하는 데 두 가지 방법이 사용된다.
1. 저압 화학 기상 증착(LPCVD) 기술로, 비교적 높은 온도에서 작동하며 수직 또는 수평 튜브로에서 수행된다.[12]
2. 플라즈마 강화 원자층 화학 기상 증착(PECVD) 기술로, 비교적 낮은 온도(≤ 250°C) 및 진공 조건에서 작동한다.[13] 예를 들어, 규소 전구체로 비스디에틸아미노실란을 사용하고 반응물로 N2 플라즈마를 사용한다.[13]

질화 규소와 규소의 격자 상수가 다르므로, 증착 과정에 따라 장력 또는 변형력이 발생할 수 있다. 특히 PECVD 기술을 사용할 경우 증착 매개변수를 조정하여 이러한 장력을 줄일 수 있다.
질화 규소 나노와이어는 탄소 미세 입자를 포함하는 실리카 젤의 탄소열 환원 후 질화를 이용하는 졸-겔 방식으로도 생산할 수 있다. 이 입자들은 1200–1350°C 온도 범위에서 덱스트로스의 분해로 생성될 수 있다. 가능한 합성 반응은 다음과 같다.
SiO
2(s) + C(s) → SiO(g) + CO(g)    그리고
3 SiO(g) + 2 N
2(g) + 3 CO(g) → Si
3N
4(s) + 3 CO
2(g)    또는
3 SiO(g) + 2 N
2(g) + 3 C(s) → Si
3N
4(s) + 3 CO(g).

## 처리
질화 규소는 덩어리 재료로 생산하기 어렵다. 이는 규소와 질소로 해리되기 때문에 녹는점보다 훨씬 낮은 1850°C 이상으로 가열할 수 없기 때문이다. 따라서 기존의 열간 가압 소결 기술을 적용하는 것이 어렵다. 질화 규소 분말의 결합은 소결 보조제 또는 "결합제"라고 불리는 재료를 첨가하여 더 낮은 온도에서 달성할 수 있으며, 이는 일반적으로 액상 소결을 유도한다. 더 깨끗한 대안은 스파크 플라즈마 소결을 사용하는 것으로, 이는 압축된 분말에 전기 전류 펄스를 통과시켜 매우 빠르게(수 초) 가열하는 방식이다. 이 기술을 통해 1500–1700°C의 온도에서 밀도가 높은 질화 규소 압축체를 얻을 수 있었다.

## 결정 구조 및 특성
파란색 원자는 질소이고 회색은 규소 원자이다.
- 삼방정계 α-Si
3N
4.
- 육방정계 β-Si
3N
4
- 입방정계 γ-Si
3N
4

질화 규소(Si
3N
4)에는 α, β, γ 상으로 명명된 세 가지 결정학적 구조가 존재한다. α 및 β 상은 Si
3N
4의 가장 흔한 형태이며, 상압 조건에서 생산할 수 있다. γ 상은 고압 및 고온에서만 합성될 수 있으며, 경도는 35 GPa이다.
α- 및 β-Si
3N

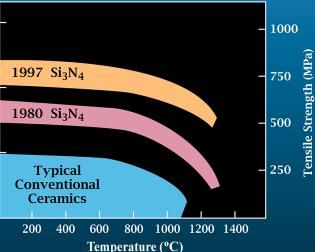

4는 각각 삼방정계(피어슨 심볼 hP28, 공간군 P31c, No. 159) 및 육방정계(hP14, P63, No. 173) 구조를 가지며, 이는 모서리를 공유하는 SiN
4 사면체로 이루어져 있다. 이들은 각각 β-Si
3N
4 및 α-Si
3N
4에서 ABAB... 또는 ABCDABCD... 순서의 규소 및 질소 원자 층으로 구성된 것으로 간주될 수 있다. AB 층은 α 및 β 상에서 동일하며, α 상의 CD 층은 c-활주면(glide plane)에 의해 AB와 관련된다. β-Si
3N
4의 Si
3N
4 사면체는 단위 세포의 c축과 평행하게 터널이 형성되도록 상호 연결되어 있다. AB와 CD를 관련시키는 c-활주면으로 인해 α 구조는 터널 대신 공동을 포함한다. 입방정 γ-Si
3N
4는 질화 붕소(c-BN)의 입방정 변형에 비유하여 문헌에서 종종 c 변형으로 지정된다. 이들은 첨정석형 구조를 가지며, 여기서 두 개의 규소 원자는 각각 육면체적으로 6개의 질소 원자와 배위하고, 하나의 규소 원자는 사면체적으로 4개의 질소 원자와 배위한다.
더 긴 적층 시퀀스는 α상이 β상보다 더 높은 경도를 가지게 한다. 그러나 α상은 β상보다 화학적으로 불안정하다. 액상(liquid phase)이 존재할 때 고온에서 α상은 항상 β상으로 변환된다. 따라서 β-Si
3N
4는 Si
3N
4 세라믹에 사용되는 주요 형태이다. 첨가된 β-Si
3N
4에서는 이상 결정립 성장이 발생할 수 있으며, 이로 인해 미세한 등축 결정립 매트릭스 내에 비정상적으로 크고 길쭉한 결정립이 형성되어 균열 가교를 통해 이 재료의 파괴 인성을 향상시키는 기술로 사용될 수 있다. 첨가된 질화 규소의 이상 결정립 성장은 첨가제에 의해 강화된 확산으로 인해 발생하며, 이는 복합 미세 구조로 이어진다. 이를 "제자리 복합체" 또는 "자체 강화 재료"라고도 할 수 있다.
질화 규소의 결정질 다형체 외에도, 세라믹 전구체 고분자의 열분해 산물로 유리질 비정질 재료가 형성될 수 있으며, 이는 대부분 다양한 양의 잔류 탄소를 포함한다(따라서 실리콘 카르보나이트라이드로 더 적절하게 간주된다). 특히, 폴리카보실라잔은 열분해 시 실리콘 카르보나이트라이드 기반 재료의 비정질 형태로 쉽게 전환될 수 있으며, 이는 고분자에 더 흔히 사용되는 가공 기술을 통해 질화 규소 재료를 가공하는 데 중요한 의미를 가진다.

## 응용
일반적으로 질화 규소 응용의 주요 문제는 기술적 성능이 아니라 비용이었다. 비용이 낮아지면서 생산 적용 분야의 수가 가속화되고 있다.

### 자동차 산업
소결 질화 규소의 주요 응용 분야 중 하나는 엔진 부품이다. 디젤 엔진의 시동 시간을 단축하는 예열 플러그; 배기 가스, 시동 시간 및 소음을 줄이는 예연소실(와류실); 엔진 지연 및 배기 가스를 줄이는 터보차저에 사용할 수 있다. 점화 엔진에서는 로커 암 패드에 질화 규소를 사용하여 마모를 줄이고, 터보차저 터빈에 사용하여 관성을 줄이며 엔진 지연을 줄이고, 배기 가스 제어 밸브에 사용하여 가속을 향상시킨다. 현재 연간 30만 개 이상의 소결 질화 규소 터보차저가 생산되는 것으로 추정된다.
질화 규소는 일부 고성능 자동차 세라믹 코팅에 도료 보호용으로 사용된다.

### 베어링

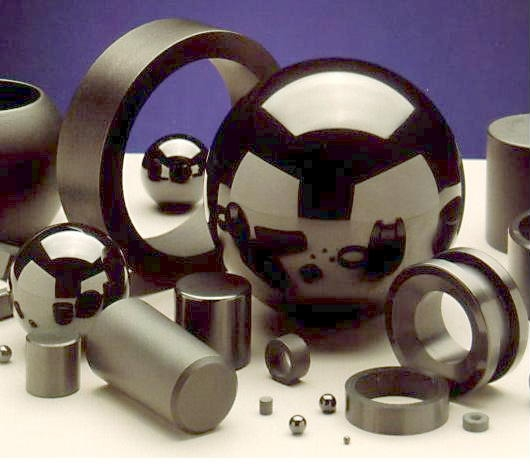
Si_{3}N_{4} 베어링 부품

질화 규소 베어링은 완전 세라믹 베어링과 세라믹 볼과 강철 레이스(베어링)를 가진 세라믹 하이브리드 볼 베어링으로 나뉜다. 질화 규소 세라믹은 다른 세라믹에 비해 충격 저항성이 좋다. 따라서 질화 규소 세라믹으로 만든 볼 베어링은 고성능 베어링에 사용된다. 대표적인 예로는 NASA의 우주왕복선 주 엔진에 질화 규소 베어링이 사용된 경우가 있다.
질화 규소 볼 베어링은 금속보다 단단하기 때문에 베어링 트랙과의 접촉이 줄어든다. 이로 인해 기존 금속 베어링에 비해 마찰이 80% 적고, 수명이 3~10배 길며, 속도가 80% 빠르고, 무게가 60% 가벼우며, 윤활 부족 상태에서도 작동할 수 있고, 부식 저항성과 작동 온도가 더 높다. 질화 규소 볼은 탄화 텅스텐 볼보다 79% 가볍다. 질화 규소 볼 베어링은 고급 자동차 베어링, 산업용 베어링, 풍력 터빈, 모터스포츠, 자전거, 롤러블레이드 및 스케이트보드 (장비)에서 찾아볼 수 있다. 질화 규소 베어링은 해수 침식이 문제되는 조류 계량기나 전기장 탐지기와 같이 부식 또는 전기장이나 자기장이 금속 사용을 금지하는 응용 분야에서 특히 유용하다.
Si3N4는 1972년에 우수한 베어링으로 처음 시연되었지만, 비용 절감 문제로 인해 1990년이 되어서야 생산에 도달했다.
1990년 이후 생산량이 증가하면서 비용이 크게 절감되었다. Si
3N
4 베어링은 여전히 최고의 강철 베어링보다 2~5배 비싸지만, 그 우수한 성능과 수명이 빠른 채택을 정당화하고 있다. 1996년 미국에서는 공작 기계 및 기타 여러 응용 분야를 위해 약 1500만~2000만 개의 Si
3N
4 베어링 볼이 생산되었다. 연간 40%의 성장이 예상되지만, 인라인 스케이트 및 컴퓨터 디스크 드라이브와 같은 소비자 응용 분야에 세라믹 베어링이 선택되면 훨씬 더 높아질 수 있다.
NASA 테스트에 따르면 세라믹 하이브리드 베어링은 표준 전강 베어링보다 훨씬 낮은 피로(마모) 수명을 보인다.

### 고온 재료

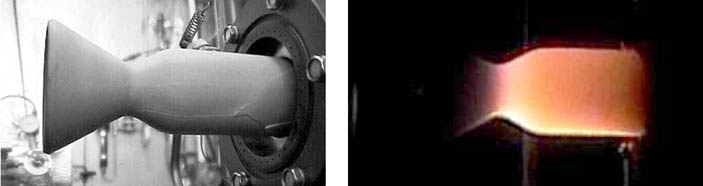
질화 규소 추진기. 왼쪽: 테스트 스탠드에 장착됨. 오른쪽: H_{2}/O_{2} 추진제로 테스트 중

질화 규소는 오랫동안 고온 응용 분야에 사용되어 왔다. 특히, 수소/산소 로켓 엔진에서 발생하는 심각한 열충격 및 열 구배를 견딜 수 있는 몇 안 되는 단일 세라믹 재료 중 하나로 확인되었다. 복잡한 구성에서 이 기능을 입증하기 위해 NASA 과학자들은 고급 신속 프로토타이핑 기술을 사용하여 직경 1인치, 단일 부품 연소실/노즐(추진기) 구성 요소를 제작했다. 이 추진기는 수소/산소 추진제로 고온 발사 테스트를 거쳤으며, 재료 온도가 1320°C에 도달하는 5분 주기를 포함한 5주기를 견뎌냈다.
2010년 질화 규소는 JAXA 우주 탐사선 제24호 과학위성 아카츠키의 추진기 핵심 재료로 사용되었다.
질화 규소는 제임스 웹 우주망원경에 탑재된 근적외선 분광기를 위해 개발된 "마이크로셔터"에 사용되었다. NASA에 따르면: "작동 온도가 극저온이므로 장치는 극도로 낮은 온도에서 작동할 수 있어야 합니다. 또 다른 과제는 피로 없이 반복적으로 열고 닫을 수 있고, 개별적으로 열 수 있으며, 기기의 과학적 요구 사항을 충족할 만큼 충분히 넓게 열 수 있는 셔터를 개발하는 것이었습니다. 질화 규소는 강도와 피로 저항성이 높아 마이크로셔터에 사용하기 위해 선택되었습니다." 이 마이크로셔터 시스템은 기기가 동시에 최대 100개의 천체를 관측하고 분석할 수 있게 해준다.

### 의료
질화 규소는 많은 정형외과 응용 분야에 사용된다. 이 물질은 또한 척추 유합술 기기에 사용되는 PEEK(폴리에테르 에테르 케톤) 및 타이타늄에 대한 대안이기도 하다(후자는 비교적 비싸다). 질화 규소의 친수성, 미세조직 표면은 PEEK 및 타이타늄에 비해 재료의 강도, 내구성 및 신뢰성에 기여한다. 이 물질의 특정 조성은 항균성, 항진균성, 또는 항바이러스성 특성을 보인다.

### 금속 가공 및 절단
Si
3N
4의 첫 번째 주요 응용 분야는 연마재 및 절삭 공구였다. 벌크 형태의 단일 질화 규소는 경도, 열 안정성 및 마모 저항성으로 인해 절삭 공구 재료로 사용된다. 특히 무쇠의 고속 기계가공에 권장된다. 고온 경도, 파괴 인성 및 열충격 저항성 덕분에 소결 질화 규소는 주철, 경강 및 니켈 기반 합금을 기존 재료(예: 탄화 텅스텐)보다 최대 25배 빠른 표면 속도로 절단할 수 있다. Si
3N
4 절삭 공구의 사용은 제조 생산량에 극적인 영향을 미쳤다. 예를 들어, 질화 규소 인서트를 사용하여 회주철을 면 밀링하면 절삭 속도가 두 배가 되고, 공구 수명이 날당 1개 부품에서 6개 부품으로 증가했으며, 기존 탄화 텅스텐 공구에 비해 인서트의 평균 비용이 50% 절감되었다.

### 전자제품

Si_{3}N_{4} 마스크를 통한 국부 규소 산화의 예

질화 규소는 집적회로 제조에서 절연체 및 화학적 장벽으로 자주 사용되어, 서로 다른 구조를 전기적으로 분리하거나 대량 미세 가공에서 에칭 마스크로 사용된다. 마이크로칩의 패시베이션 층으로서는 이산화 규소보다 우수하다. 이는 수분 분자 및 나트륨 이온, 즉 마이크로전자공학에서 부식 및 불안정성의 주요 원인에 대한 확산 장벽으로서 훨씬 더 우수하기 때문이다. 또한 아날로그 칩의 축전기에서 다결정 규소 층 사이의 유전체로도 사용된다.

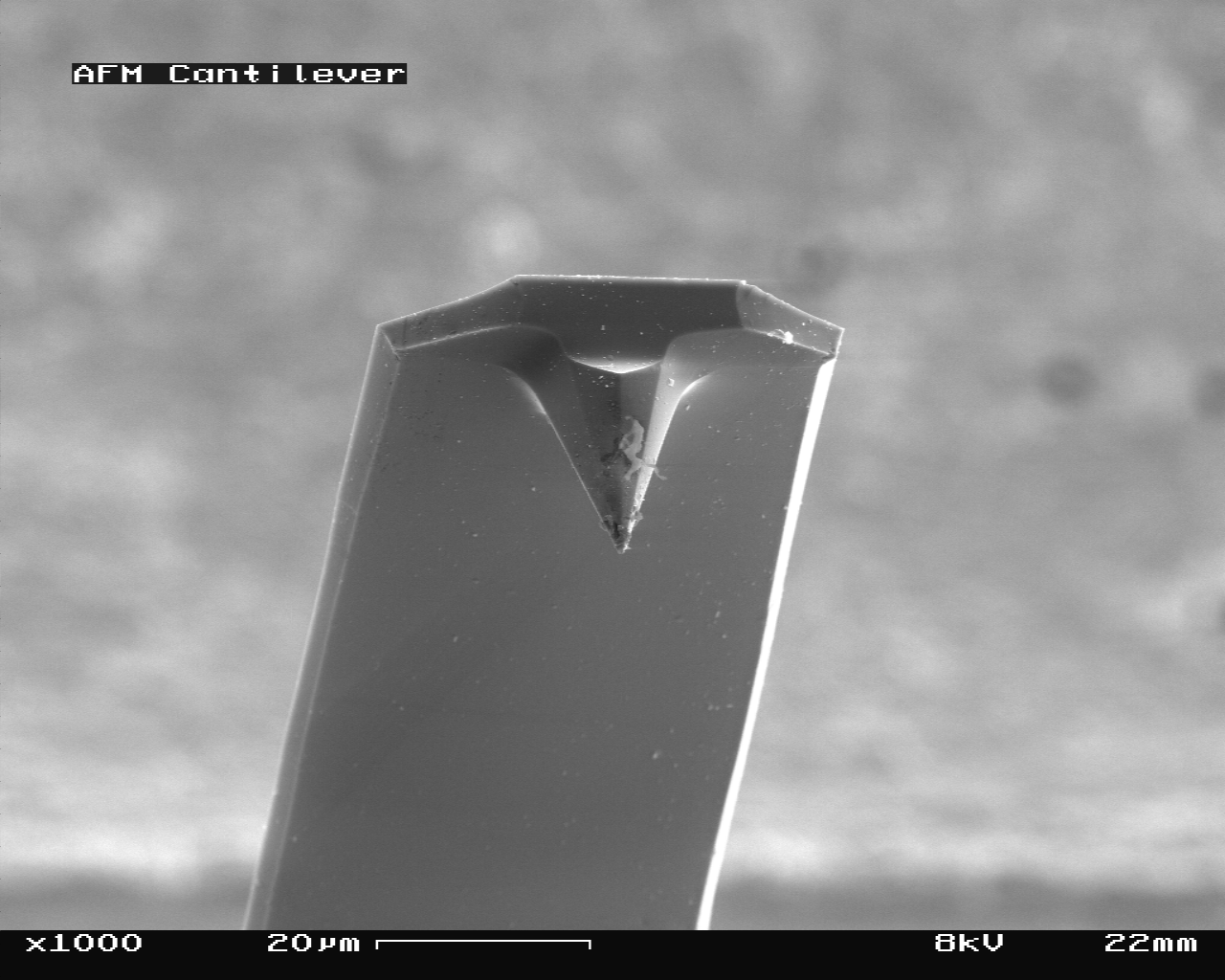
원자 현미경에 사용되는 Si_{3}N_{4} 외팔보

LPCVD로 증착된 질화 규소는 최대 8%의 수소를 함유한다. 또한 강한 인장 변형력을 받으므로 200nm보다 두꺼운 필름은 균열이 생길 수 있다. 그러나 대부분의 마이크로 가공에서 일반적으로 사용 가능한 절연체보다 높은 저항과 유전체 파괴 강도를 가진다(각각 1016 Ω·cm 및 10 MV/cm).
질화규소뿐만 아니라 규소, 질소, 수소의 다양한 삼원 화합물(SiNxHy)도 절연층으로 사용된다. 이들은 다음 반응을 이용하여 플라즈마 증착된다.
2 SiH
4(g) + N
2(g) → 2 SiNH(s) + 3 H
2(g)
SiH
4(g) + NH
3(g) → SiNH(s) + 3 H
2(g)
이 SiNH 박막은 인장 응력이 훨씬 적지만, 전기적 특성이 좋지 않고(저항 106 ~ 1015 Ω·cm, 유전 강도 1 ~ 5 MV/cm), 특정 물리적 조건에서 고온에 대해 열적으로 안정하다. 질화 규소는 건식 인쇄 과정에서 포토 드럼의 층 중 하나로도 사용된다. 질화 규소는 또한 가정용 가스 기구의 점화원으로도 사용된다. 우수한 탄성 특성으로 인해 질화 규소는 규소 및 규소 산화물과 함께 원자 현미경의 감지 요소인 외팔보에 가장 인기 있는 재료이다.

## 미래의 응용

### 태양 전지
태양 전지는 종종 반사 방지 코팅으로 코팅된다. 질화 규소는 이를 위해 사용될 수 있으며, 증착 공정의 매개변수를 변경하여 굴절률을 조절하는 것이 가능하다.

### 포토닉 집적 회로
포토닉 집적 회로는 다양한 재료로 생산될 수 있으며, 이를 재료 플랫폼이라고도 한다. 질화 규소는 실리콘 광자학 및 인듐 인화물과 같은 다른 재료 플랫폼과 함께 이러한 재료 플랫폼 중 하나이다. 질화 규소 포토닉 집적 회로는 넓은 스펙트럼 범위를 가지며 낮은 광 손실을 특징으로 한다. 이로 인해 검출기, 분광계, 바이오센서 및 양자 컴퓨터에 매우 적합하다. SiN에서 보고된 가장 낮은 전파 손실(0.1 dB/cm에서 0.1 dB/m까지)은 LioniX International의 TriPleX 도파관을 통해 달성되었다.

### 고응력 막
질화 규소는 고응력 박막 막 (물질) 장치를 위한 유리한 플랫폼으로 부상했다. 이 장치들은 분광학 응용 분야 및 암흑물질 탐색을 포함한 다양한 과학 실험에서 감지 장치로 사용되어 왔다.

## 역사
질화 규소의 첫 합성은 1857년 앙리 에티엔 산트-클레르 데빌과 프리드리히 뵐러에 의해 보고되었다. 이들의 방법에서 규소는 내부 도가니로 산소 침투를 줄이기 위해 탄소를 채운 다른 도가니 안에 놓인 도가니에서 가열되었다. 그들은 질화 규소라고 불리는 제품을 보고했지만, 그 화학적 조성은 명시하지 않았다. 파울 슈첸베르거는 1879년에 고로에서 규소를 브라스크(숯, 석탄 또는 코크스를 점토와 섞어 만든 페이스트로 도가니 내부를 감싸는 데 사용됨)와 함께 가열하여 사질화물인 Si
3N
4 조성의 제품을 처음으로 보고했다. 1910년에 루트비히 바이스와 테오도르 엥겔하르트는 순수한 질소 하에서 규소를 가열하여 Si
3N
4를 생산했다. E. 프리데리히와 L. 시티히는 1925년에 질소 하에서 탄소열 환원법, 즉 실리카, 탄소, 질소를 1250–1300°C에서 가열하여 Si3N4를 만들었다.
질화 규소는 상업적 응용에 사용되기까지 수십 년 동안 단지 화학적 호기심으로 남아 있었다. 1948년부터 1952년까지 뉴욕 나이아가라 폴스의 카보런덤(Carborundum) 회사는 질화 규소의 제조 및 응용에 관한 여러 특허를 신청했다. 1958년까지 유니온 카바이드의 헤인즈(Haynes)는 열전대 튜브, 로켓 노즐, 금속 용융용 보트 및 도가니를 위한 질화 규소 상업 생산에 착수했다. 1953년에 시작된 질화 규소에 대한 영국의 연구는 가스 터빈의 고온 부품을 목표로 했으며, 반응 결합 질화 규소 및 열간 압축 질화 규소의 개발로 이어졌다. 1971년, 미국 국방부의 DARPA는 포드 모터 컴퍼니와 웨스팅하우스 일렉트릭(1886)에 두 개의 세라믹 가스 터빈에 대해 1,700만 달러의 계약을 체결했다.
질화 규소의 특성은 잘 알려져 있었지만, 자연 발생은 1990년대에 운석 내의 미세한 함유물(약 2 μm × 0.5 μm 크기)로만 발견되었다. 이 광물은 질량 분석법의 선구자인 앨프리드 니어의 이름을 따서 니어라이트로 명명되었다. 이 광물은 소련 지질학자들에 의해 이전에 운석에서만 발견되었을 가능성이 있다.

## 인용된 출처
- Peng, Hong (2004). 《Spark Plasma Sintering of Si3N4-based Ceramics: Sintering mechanism-Tailoring microstructure-Evaluating properties》 (PhD thesis). Stockholm University. ISBN 978-91-7265-834-9.